# Beladingsklasse
De beladingsklasse is een indeling voor spoorweginfrastructuur en rollend materieel volgens EN 15528, op basis van de toegelaten aslast en het tonmetergewicht. Tezamen vormen deze twee een codering, bestaande uit een hoofdletter (A t/m E) voor de aslast en een cijfer (1 t/m 6) voor het tonmetergewicht, waarbij niet alle combinaties mogelijk zijn. Hierbij dient ook de maximumsnelheid te worden vermeld die voor de desbetreffende beladingsklasse geldt. Daarnaast bestaan er ook nog nationale beladingsklassen en extra categorieën voor locomotieven.

## Indeling
De aslasten in de onderstaande tabel gelden voor de referentiewagens zoals gedefinieerd in EN 15528. Per categorie zijn de lengte en de plaatsing van de assen vastgelegd. De genoemde aslasten gelden voor twee of vierassige wagens. Voor wagens met een andere asconfiguratie kan afgeleid/berekend worden wat de maximum toegestane waarden voor de desbetreffende beladingsklasse zijn.

| Beladingsklasse | Aslast | Tonmetergewicht     | Opmerking                                                                                      |
| --------------- | ------ | ------------------- | ---------------------------------------------------------------------------------------------- |
| a10             | 10,0 t | 2,0 t/m             | Beladingsklasse voor reizigerswagens.                                                          |
| a12             | 12,0 t | 2,4 t/m             | Beladingsklasse voor reizigerswagens.                                                          |
| a14             | 14,0 t | 2,8 t/m             | Beladingsklasse voor reizigerswagens.                                                          |
| A               | 16,0 t | 5,0 t/m             |                                                                                                |
| B1              | 18,0 t | 5,0 t/m             |                                                                                                |
| B2              | 18,0 t | 6,4 t/m             |                                                                                                |
| C2              | 20,0 t | 6,4 t/m             | Minimum in Nederland.                                                                          |
| C3              | 20,0 t | 7,2 t/m             |                                                                                                |
| C4              | 20,0 t | 8,0 t/m             |                                                                                                |
| CE              | 20,0 t | 8,0 t/m             | Duitse uitbreiding van beladingsklasse C4. Maakt 20 ton aslast voor zesassige wagens mogelijk. |
| CM2             | 21,0 t | 6,4 t/m             | Duitse beladingsklasse.                                                                        |
| CM3             | 21,0 t | 7,2 t/m             | Duitse beladingsklasse.                                                                        |
| CM4             | 21,0 t | 8,0 t/m             | Duitse beladingsklasse.                                                                        |
| D2              | 22,5 t | 6,4 t/m             |                                                                                                |
| D3              | 22,5 t | 7,2 t/m             |                                                                                                |
| D4              | 22,5 t | 8,0 t/m             | In de meeste landen (waaronder Nederland) toegepast bij nieuw- en verbouw.                     |
| D4xL            | 22,5 t | 8,0 t/m             | 22,5 ton aslast voor zesassige locomotieven.                                                   |
| D5              | 22,5 t | 8,8 t/m             |                                                                                                |
| E4              | 25,0 t | 8,0 t/m             |                                                                                                |
| E5              | 25,0 t | 8,8 t/m             | In Nederland alleen toegepast op de Betuweroute (A15‑trace).                                   |
| E6              | 25,0 t | 10 t/m              |                                                                                                |
| F               | 27,5 t | niet gespecificeerd |                                                                                                |
| G               | 30,0 t | niet gespecificeerd | O.a in gebruik voor specifieke wagens op de Malmbanan (G met 12 t/m en H met 13 t/m).          |
| H               | 32,5 t | niet gespecificeerd | O.a in gebruik voor specifieke wagens op de Malmbanan (G met 12 t/m en H met 13 t/m).          |
| L4xx,x          | xx,x t | ≤ 6,2 t/m           | Beladingsklasse voor vierassige locomotieven.                                                  |
| L6xx            | xx t   | ≤ 6,4 t/m           | Beladingsklasse voor zesassige locomotieven.                                                   |

Het is mogelijk dat infrastructuur gecodeerd wordt met meerdere beladingsklassen en bijbehorende snelheden, eventueel ook met een andere (lagere) snelheid voor goederentreinen.
Aslasten hoger dan 22,5 ton worden op het normaalsporige net van het Europese vasteland nog nauwelijks gebruikt. Binnen Europa bevinden zich alleen in Zweden enkele baanvakken die zonder beperking met 25 ton aslast bereden kunnen worden.
| Aslast (ton) →          | Aslast (ton) →          | A  | B  | C  | D    | E  |
| ↓ Tonmetergewicht (t/m) | ↓ Tonmetergewicht (t/m) | 16 | 18 | 20 | 22,5 | 25 |
| ----------------------- | ----------------------- | -- | -- | -- | ---- | -- |
| 1                       | 5,0                     | A  | B1 |    |      |    |
| 2                       | 6,4                     |    | B2 | C2 | D2   |    |
| 3                       | 7,2                     |    |    | C3 | D3   |    |
| 4                       | 8,0                     |    |    | C4 | D4   | E4 |
| 5                       | 8,8                     |    |    |    | D5   | E5 |
| 6                       | 10                      |    |    |    |      | E6 |

### Goederenwagens
Op goederenwagens wordt per beladingsklasse in het beladingsraster aangegeven hoeveel lading mag worden vervoerd. Wagens geschikt voor CM of D aslasten zijn op C baanvakken toegelaten met een aslast van 20,5 ton. Dit ter compensatie van de zwaardere constructie die bij deze wagens nodig is om de extra lading bij hogere aslast te kunnen dragen. Anders gezegd, dit maakt het mogelijk voor dergelijke wagens om op C baanvakken, ondanks hun hogere leeggewicht, evenveel te vervoeren als wagens die gebouwd zijn voor aslast C.

### Locomotieven
Voor locomotieven is er een andere codering beschikbaar, die een fijnere indeling naar aslast mogelijk maakt. Doel hiervan is locomotieven met een hogere maximumsnelheid toe te laten dan normaal mogelijk is onder de beladingsklasse. In enkele gevallen wordt deze indeling ook gebruikt om locomotieven met beperkte snelheid toe te laten op spoorlijnen waarvoor ze eigenlijk een te hoge aslast hebben. Vierassige draaistellocomotieven worden gecodeerd als L4xx,x, waarbij xx,x (afgerond op halve tonnen) een waarde heeft tussen de 18,0 en de 22,5 ton. Voor zesassige locomotieven is er L6xx, waarbij xx kan variëren van 18 tot en met 22 ton (afgerond op hele tonnen). Een aslast van 22,5 ton is voor dergelijke machines mogelijk onder beladingsklasse D4xL. Let wel, bij zesassige locomotieven gaat het om machines met twee drieassige draaistellen.
Doordat locomotieven op deze manier een hogere maximumsnelheid hebben dan onder de normale indeling mogelijk is, kunnen deze machines gebruikt worden als tractiemiddel voor wagons met een lagere beladingsklasse, zonder dat de maximumsnelheid van de locomotief de beperkende factor vormt.

## Landenspecifiek

### Nederland
In Nederland is op het gehele hoofdspoorwegnet minimaal beladingsklasse C2 toegestaan. Hogere beladingsklassen worden als buitengewoon vervoer aangemerkt en brengen extra (snelheids)beperkingen met zich mee. Naast de beperkingen die gelden voor het gehele baanvak zijn er ook lokale beperkingen, veroorzaakt door een kunstwerk (veelal bruggen) of de bovenbouw (meestal bogen of wissels). Bij nieuw- en verbouw wordt het spoor geschikt gemaakt voor vervoer met beladingsklasse D4 bij een snelheid van 100 km/h (meestal aangegeven als D4/V100).

#### GTPL-codes
De zogenoemde GTPL-codes worden door ProRail gebruikt voor buitengewoon vervoer met beladingsklassen hoger dan C2. De codering is opgebouwd uit drie getallen, de eerste geeft het aantal assen van de wagen, de tweede het tonmetergewicht en de derde de aslast. Zo wordt beladingsklasse D4 voor een vierassige wagen weergegeven als 4-800-225. Deze coderingen staan vermeld in de Gebruiksvoorschrift buitengewoon vervoer aslasten en tonmetergewichten (gvs00094). Hierin staan kaarten met daarop de toegestane routes (standaard en omleiding) en bijbehorende snelheid per beladingsklasse en/of GTPL-code. Op deze kaarten staan ook de locaties van kunstwerken die een beperking opleggen, op de bijgevoegde lijst staat de exacte omschrijving van die beperkingen. Opgemerkt moet worden dat voor zesassige wagens de codering alleen geldt voor wagens die daarvoor zijn aangewezen en voldoen aan de gestelde asconfiguratie. Dergelijke codering maakt het bijvoorbeeld mogelijk om wagens type Faals te vervoeren met een tonmetergewicht tot 9,0 t/m, bij een aslast van 22,5 ton (GTPL 6-900-225).

#### Overige buitengewoon vervoer
Naast de GTPL-codes heeft ProRail nog extra mogelijkheden voor buitengewoon vervoer. Voor stoomlocomotieven gelden beperkingen afhankelijk van het type locomotief. Gebruik van inframachines of vierassige locomotieven (L4,xx) tot en met 22,5 ton aslast (L422,5) op C baanvakken is met verlaging van de snelheid en inachtneming van de extra beperkingen mogelijk.

#### Betuweroute
Het A15-trace van de Betuweroute is gebouwd voor aslast E5 (GTPL 4-880-250) en een maximumsnelheid van 120 km/h, de infrabeheerder laat echter maar een snelheid van 100 km/h toe. Omdat de aansluitende baanvakken echter niet geschikt zijn voor zulke aslasten, is dit in de praktijk nog maar beperkt bruikbaar.

## Europese lijncategorieën
Als onderdeel van de regelgeving in de Europese Unie, ten behoeve van een samenhangend Europees spoorwegennet, zijn er lijncategorieën opgesteld. De aangewezen spoorlijnen krijgen daarbij een zogenoemde verkeerscode voor personen- en goederenvervoer (niet altijd voor beide). Bij deze indeling horen onder andere minimumeisen ten aanzien van de beladingsklassen. Deze staan weergeven in de onderstaande tabellen.

De genoemde waarden voor locomotieven gelden bij maximaal twee gekoppelde machines, bij meer geldt een maximumsnelheid van 120 km/h.
|              | P1                            | P2                            | P3a / P4a > 160 km/h          | P3b ≤ 160 km/h                        | P4b ≤ 160 km/h                                            | P5                  | P6  |
| ------------ | ----------------------------- | ----------------------------- | ----------------------------- | ------------------------------------- | --------------------------------------------------------- | ------------------- | --- |
| Locomotieven | 17 t                          | 21 t                          | D2 - 200 (5,0 t/m)            | D2 - 160                              | D2 - 160                                                  | C2 - 120            | a12 |
| Rijtuigen    | max. 21,5 t                   | max. 22,5 t                   | A0 - 200 B1 - 160             | B1 - 160                              | A0 - 160 B1 - 140                                         | B1 - 120            | a12 |
| Treinstellen | Nog niet bepaald. max. 21,5 t | Nog niet bepaald. max. 22,5 t | Nog niet bepaald. max. 22,5 t | C2 - 160 (3,1 t/m) D2 - 120 (3,5 t/m) | B1 - 160 (2,75 t/m) C2 - 140 (3,1 t/m) D2 - 120 (3,5 t/m) | B1 - 120 (2,75 t/m) | a12 |

|              | F1       | F2       | F3       | F4       |
| ------------ | -------- | -------- | -------- | -------- |
| Locomotieven | D2 - 120 | D2 - 120 | C2 - 100 | B2 - 100 |
| Wagens       | D4 - 120 | D2 - 120 | C2 - 100 | B2 - 100 |